# SYSTRA
SYSTRA (シストラ) は、鉄道や公共交通機関を含むモビリティ分野における多国籍エンジニアリング・コンサルティンググループである。SYSTRAは世界中で約11,000人の従業員を擁し 、フランス国鉄 (SNCF) 、RATP、および複数の銀行 が株主となっている株式会社である。

## 歴史

### フランスのエンジニアリング企業
1957年、SNCF (フランス国鉄) がSOFRERAIL (フランス鉄道設計建設会社) を設立しSYSTRA の歴史が始まった。 4年後、RATP (フランス交通公団) もエンジニアリング会社 SOFRETU (フランス公共交通機関設計建設会社) を設立し、1995年 SOFRERAIL と SOFRETU はに合併し、当初は SYSTRA-Sofretu-Sofrerail という名称であったが、1997年に SYSTRA に短縮された。
2011年6月、INEXIA (SNCFのエンジニアリング部門) と XELIS (2006年に発足した RATP のエンジニアリング部門) の両社が SYSTRA に加盟した。合併は最終的に2012年7月1日に承認された。

### 国際的な買収と開発
SYSTRA は国際的な企業で、50 か国以上に支店と子会社の事業網を急速に展開した。
1995年、 MVA グループを買収し イギリス、香港、中東にコンサルティング拠点を確立した。
1990年、CANARAIL の子会社がモントリオールに設立された (現 SYSTRA Canada)  。1994年に、 SYSTRA Consulting という名称で同社の米国支店がニューヨーク市に開設された。
2000年、イタリアの鉄道・都市交通エンジニアリングサービス会社  SOTECNI が SYSTRA に加わり、SYSTRA SOTECNI に改称された。
2006年、インドでの50年間の事業継続の後、SYSTRA India がデリーに設立された。2014年にはインドのエンジニアリング事務所 SAI を買収してさらに発展した。
2015年、エンジニアリングと輸送計画コンサルティング英国企業 JMP Consultants Ltd を買収した。同年後半、 Tectran を買収し、ブラジル市場を強化した。 2016年、4つの新しい子会社を買収した。Dalco Elteknik AB (スウェーデンの鉄道エンジニアリング会社) 、Scott Lister (システムエンジニアリングとリスク管理を専門とするオーストラリアの企業) 、SIAS Transport Planners (交通計画コンサルティングを専門とする英国の企業) 、VETEC (ブラジルの道路と鉄道輸送のエンジニアリングとコンサルティング会社) である。
2017年9月、米国カリフォルニア インターナショナル・ブリッジ・テクノロジーズを買収し、「橋梁および土木構造物」部門を強化した。ブラジルの子会社である Tectran と VETEC は同年末に合併した。
2019年、英国 TSP Projectsとフランス C&S Conseils を買収した。
2021年、イタリア SWSエンジニアリング を買収した。
2023年、スウェーデン、デンマーク、ノルウェーの Atkins、 Rail Systems Australia (鉄道信号会社) 、 Bamser (オーストラリアのトンネルエンジニアリング会社) 、 Subterra (スペインとラテンアメリカに拠点を置くトンネルエンジニアリング会社) を買収した。
2024年、ネットワーク・レールのピーター・ヘンディ会長の圧力を受けて、安全上の懸念を表明した従業員を解雇した.。
2024年10月、ラトゥール・キャピタルとFIMALACは合わせて58%の株式を取得した。RATPとSNCFはそれぞれ20%を保有し、残りの2%はSystraの従業員が保有した。

## 市場とサービス
同社は、産業グループや設備会社と提携し、公共交通分野のコンサルタント、あるいは管理会社向けの運営サービスプロバイダーの活動をしている。SYSTRAは民間顧客と公共顧客の両方に対して下請け業者の役割を担っている。
SYSTRAは専門知識だけでなくセクターごとに活動を区分している。
市場：
- 都市交通 (地下鉄、ライトレール、バス高速輸送システム、Urban cable cars、モノレール、マイクロモビリティと自転車、破壊的交通)
- 地下鉄
- 鉄道 (高速鉄道、在来線、貨物鉄道)
- 駅と建物 (駅、技術棟、車両基地施設、運行管理センター)
- トンネルと橋梁 (橋梁と高架橋、トンネルと地下構造物)
- システムエンジニアリング (システム統合、システム保証、制御および通信、電力、O&M、鉄道車両および車両基地)
- 道路と高速道路
- 都市インフラ・不動産、物流
- 鉱業
- 空港、港湾、海洋

サービス：
- サイバーセキュリティ
- 企画・コンサルティング
- デザイン
- プロジェクト管理と建設
- テストと試運転
- 資産管理とO&M支援

## 重要なプロジェクト

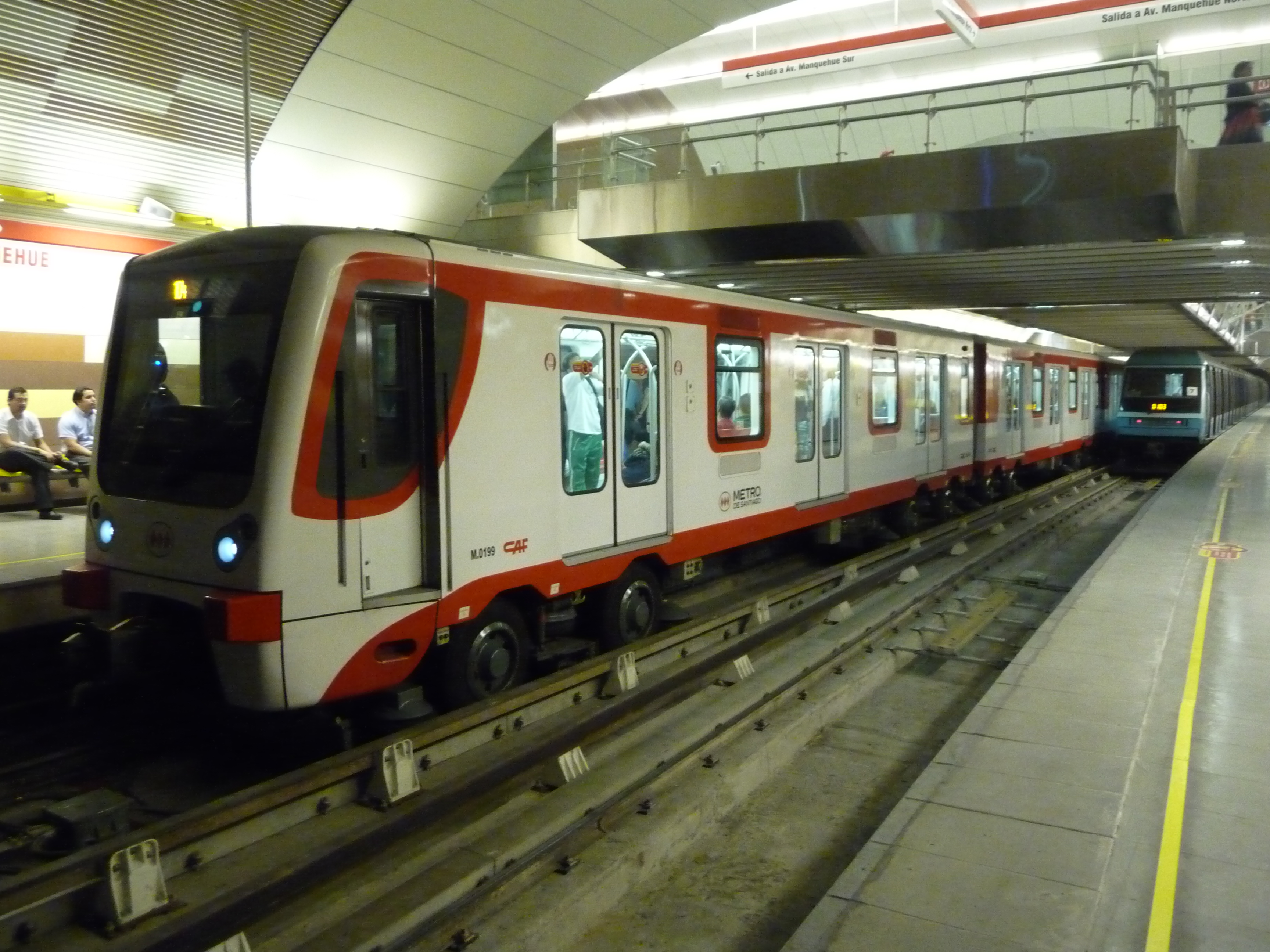
サンティアゴ地下鉄、チリ

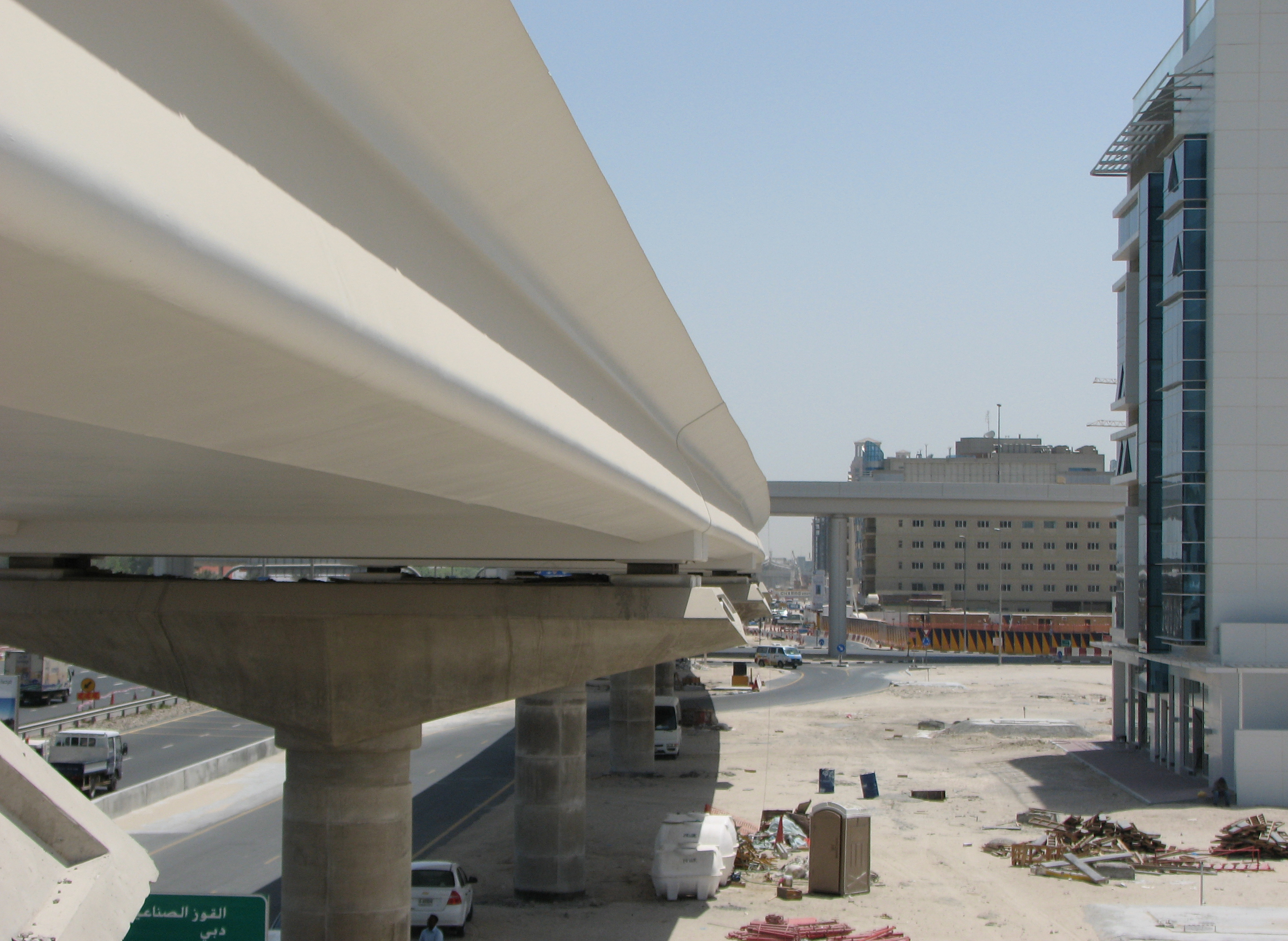
U字型高架橋 – ドバイ

### トラム
SYSTRAは、フランスで稼働中の路面電車路線の60%以上を設計している。 1997年には、エンジニアリンググループ TYSIA と提携してボルドーで世界初の架線レス路面電車を設計した。 SYSTRA が設計したブレストとカサブランカの路面電車路線は、2012年に英国ライトレール交通協会によって世界で2番目に優れた路線に選ばれた。SYSTRA は、2014年に開通したドバイの路面電車のプロジェクト管理も担当している。 このグループは、地下鉄の予備調査を行う任務を負った2003年以来、首都で活動していた。2018年、SYSTRA カナダはケベック市の路面電車の設計を依頼された。

### メトロ
SYSTRA は、世界中の地下プロジェクトの2分の1に関与しており、設計者、エンジニア、調査の実施、プロジェクト管理の支援など、様々な分野で貢献している。同社は、以下の注目すべきプロジェクトに貢献している。
- ドバイメトロ：2003年のプロジェクト開始当初から予備調査を実施し、後にシステム全体を設計したドバイメトロ[38]。
- メキシコシティ地下鉄：メキシコの輸送網を完成させる Bラインの建設技術アシスタントに任命された[39]。
- メッカ・メトロ：巡礼者の移動を容易にするために、路線を設計した[40]。
- バクー地下鉄：2009年から2014年にかけてプロジェクトの設計と調査を指揮した[41]。
- カイロ地下鉄：1970年以来、国立トンネル庁と20の契約を締結しており[42]、地下鉄3路線の予備調査、構想、工事監督、保守などが含まれている[43]。
- アルジェ地下鉄：建設工事を管理し、インテグラルシステム (IS) を導入した[44]。
- メトロポール・デュ・グラン・パリ：2011 年から新しい地下鉄の予備調査に携わった後、他の構造化プロジェクトにも参加した。
  - 15番線、16番線、17番線のシステムプロジェクト管理、車両管理、自動運転を支援した[45]。
  - ヴィトリー・シュル・セーヌの保守基地でのプロジェクト管理[46]。
  - ノワジー＝シャンとヴィルジュイフ・ルイ・アラゴン間の15号線南の最初の区間のインフラプロジェクトの管理、および ジェムアルト と共同で15号線西のインフラプロジェクトの管理[47]。
- ニューヨーク市地下鉄：イースト川の下に建設されたイースト・サイド・アクセストンネル のプロジェクトマネージャーを務め、予算、計画、設計、施工監視を担当した[48]。
- リヨンメトロ：約12年にわたって取り組んでおり、最近ではB線とD線の近代化と自動化に取り組んでいる[49]。
- トゥールーズ地下鉄：A線とB線の予備調査を実施し、C線の中央部分の設計を行っている[50]。
- ブリュッセル地下鉄：2つの主要路線 (1号線と5号線) の自動化を担当している[51]。
- コペンハーゲン地下鉄：シティリンゲン地下鉄線 の土木工事とプロジェクト管理を担当した[52]。
- クロスレールプロジェクト：ロンドン中心部の地下鉄区間を管理するパートナーに選ばれた[53]。
- Nagpur Metro：最初の2つのメトロ路線の建設にコンサルタントおよびエンジニアに携わった[54]。
- ムンバイ・メトロ：ムンバイメトロの1号線と4号線のコンサルタントに任命された[55]。
- Chennai Metro：チェンナイメトロの第1フェーズと第2フェーズのコンサルタントに任命された[56]。
- Surat Metroスーラトメトロ：インドのスーラトメトロ鉄道プロジェクトフェーズIの契約を獲得[57]。
- Hyderabad Airport Metro Express：SYSTRAが率いるコンソーシアムが、技術委員会の勧告に基づいて、ハイデラバード空港メトロプロジェクトのエンジニアリングコンサルタントに選定された[58]。

### 鉄道
- デンマーク電化プログラム：2017年、10,000kmに及ぶ輸送網を電化した[59] 。 SYSTRAは、輸送網を管理する Banedanmark にコンサルティングを行った。
- 南北貨物旅客線 (サウジアラビア)：建設工事の調査、管理、監督に関するコンサルティングを行っている[60]。路線の長さは1,400 kmを超え、貨物線は2017年に、旅客線は2018年に運行を開始した。
- ブレスト-カンペール線：改修工事を受託し、路線は2017年末に再開され、運行本数は50%増加した[61]。
- ベルフォール-デレ線：予備調査を実施し、2011年に開始された作業を監督してきた[62]。 1992年以来閉鎖されていたが[63]、 2018年末に再開され、現在はフランスとスイスの主要なリンクの1つとなっている[64]。
- トランスガボン鉄道：650kmの路線の予備調査と設計を実施した[65]。
- ダカール地域高速列車：規模、完成までのスピード、技術的・社会経済的な利害関係を考えると、非常に異例なプロジェクトである[66] 。 SYSTRA は2015年から2019年初頭の開通までプロジェクト管理を支援した[67]。
- 南カリフォルニアでは、メトロリンク (南カリフォルニアの通勤鉄道会社) が使用する2階建て車両121両の改修を請け負うことが決定した[68]。

### 高速鉄道線
- HSL 南ヨーロッパ大西洋：COSEA グループにエンジニアに選定された[69] 。2054年まで ヴァンシ と共同で、メンテナンス会社 MESEA の30%を所有している[70]。
- 東ヨーロッパ高速鉄道 (HSL) 第2フェーズ：調査、プロジェクト管理、および工事監理に関するコンサルティング業務を実施している[69]。 2015年11月14日、路線の法定試験中に試験列車が脱線した (Eckwersheim derailment)。2017年12月19日、SYSTRA、SNCF、および3名の人物が正式な調査を受け[71] 、2024年10月10日、パリ刑事裁判所は判決を下しSystra社は「複数の過失と職員の訓練不足」により、法定最高額である22万5000ユーロの罰金を科せられた[72]。
- 2018年以来、フランス国鉄 (SNCF) によるプロヴァンス・コート・ダジュール線 (LNPCA) の建設を支援している[73]。
- 高速鉄道1号線 (英国) 、英仏海峡トンネル：トンネルの調査、プロジェクト管理、工事監督および開通に関するコンサルティング業務を実施した。
- ソウル・釜山高速鉄道 (韓国) ：調査、プロジェクト管理、工事監理に関するコンサルティング業務を実施し、路線を開通させた[69]。
- モロッコでは、SNCF および他のフランス企業と共同で、アフリカ初の HSL プロジェクトに参加し[74] 、路線は2018年11月に開通した。
- ニーム・モンペリエバイパス：フランス初の貨物・旅客専用高速鉄道 (HSL) である。SYSTRA は路線の設計・建設、プロジェクト管理、試験運行を担当した。貨物輸送は2017年末に、旅客輸送は2018年半ばに開始された[75]。

### 都市型ロープウェイ
SYSTRAは、都市型ロープウェイ (cable transport)・プロジェクトの策定、設計、統合に携わっている。例えば、オルレアンケーブルカーの設計、施工、保守を請け負っており  、2018年にはマルセイユのケーブルカープロジェクトの契約を獲得した。  SYSTRA はトゥールーズのケーブルカーも設計している。のケーブルカーは、フランスでブレスト (2016年開通) に次ぐ2番目の都市型ケーブルカープロジェクトであり、2番目に長いものである。

### 橋梁
2014年、チリの Chiloe 島とアメリカ大陸を結ぶ南米最大の吊り橋プロジェクト Chacao 橋の調査を依頼された.。地震断層の近くに位置し、技術的な課題を伴う。建設は2019年2月に承認された。
2019年5月1日、クウェートの Sheikh Jaber Al-Ahmad Al-Saba bridge 橋の開通式を挙行した。
2017年、著名な橋梁エンジニアリング会社である International Bridge Technologies を買収し、分野における世界的な専門家ネットワークを立ち上げることを発表した。
2018年、SYSTRA はカナダのキングストン市からCataraqui 川に架かる全長1.2kmの橋の設計・建設を委託された。着工は2019年を予定している。

### 地下構造物
SYSTRAは、ヨーロッパ最大級の鉄道プロジェクトの一つであるLyon-Turin Euralpin Tunnel (TELT)の一部を担当している。
2021年10月5日、トンネルおよび地下構造物分野における専門知識で世界的に認められているイタリアの大手エンジニアリング会社 SWS を買収し、SYSTRA SWS となり、専門性を強化し、イタリアにおける存在感を高め、ヨーロッパでのトンネル設計・建設の新たな市場への参入が可能となった。

## 革新

### Ville10D
SYSTRA は2012年からフランスの国家研究プログラム Ville10D のパートナーであり、持続可能な大都市の設計分野で、都市の地下空間の活用を一貫して推進している 。約30のパートナー (エンジニア、プロジェクトマネージャー、研究機関、企業、NGO) と共に、地下資源に関する知識を向上させ、地上のみの敷設に代わる現実的な代替案があることを示すことを目指している。フランストンネル・地下空間協会 (AFTES) による取り組みは、フランスの環境移行大臣の支援を受けている。

### 列車自動運転
SYSTRA のチームは SNCF と共同で自律走行列車の開発に取り組み、列車の運転手の観察力を模倣する方法で周囲の状況を認識できるシステムの開発を目指す.。2015年以来、同グループはIN2RAIL、 SHIFT2RAIL  、CAPACITY4RAIL など、ヨーロッパ規模の研究・イノベーションプロジェクトに複数のパートナーと協力し、インフラ (線路、線路機器) の主要要素の概念を最適化し、予知保全を開発し、将来の鉄道管理システムを構想する.。

### ハイパーループ
同社は2016年以来、高速輸送技術「ハイパーループ」を開発する  Virgin Hyperloop One の技術諮問委員会に所属している。2017年1月、カリフォルニアに拠点を置く同社は、プロジェクトの法的承認を得るために、ハイパーループインフラの安全性評価を SYSTRA に依頼した 。同年、最初の2回のテストが成功した 。同社は、ドバイで開催された「ハイパーループ駅設計コンペティション」にて、メビウス・プロジェクトで「Build Earth Live Hyperloop」の BIM 賞を受賞した。 2日間のチャレンジでは、共同 BIM プラットフォームを用いて、ドバイとフジャイラ首長国間の2時間30分の列車移動を約10分に短縮するプロトタイプを考案した。

### シンガポールASVプロジェクト
シンガポール工科大学 SystemX 研究所、南洋理工大学 (NTU) 、ルノー、SNCF、AV Simulation (OKTALの子会社) と提携し、ASVプロジェクト (自動運転シミュレーションおよび検証) を支援した。プロジェクトは、CETRAN (自動運転車の試験・研究センター) の戦略的分野の一つであり、都市部および郊外環境における自動運転車の安全性を試験・認証するデジタルシミュレーションプラットフォームの開発に重点を置いていた。48ヶ月間、自動運転車はシンガポールの主要道路を模した2ヘクタールの試験場で試験された。

### ラ・ファブリック
2012年、SYSTRA は、Nod-A 社が考案した「メーカーストーミング」と呼ばれるイノベーションの高速化手法を用いたワークショップ「La Fabrique」を設立した。ワークショップでは、従業員と外部講師が学際的なアプローチで集まり、実践的な問題について考察し、解決策を導き出した。2016年、「La Fabrique」は L'Observeur du Design の2017年ラベルを受賞した.。

## 結果と経済的背景
エンジニアリング・ニュース・レコード (ENR)誌 の2023年ランキング (2022年の売上高) にて、SYSTRA は「公共交通機関と鉄道」で3位、「橋梁」で4位、「運輸」で8位にランクされた. 。 ENR はまた、SYSTRA を国際的な設計事務所トップ225社の中で24位、世界のトップ150の設計事務所の中で45位にランク付けされ、SNCF と RATP の歴史的専門知識に依存している。
SYSTRA は全大陸に展開しており、合計80カ国に拠点を置いている. 。同社は7つの地域に事業を展開し、現地子会社を活用している。2017年には、SYSTRA は世界の地下鉄全線自動化プロジェクトの60%に関与した。海外売上高は2010年代に成長し、2015年の55%から2018年には3分の2にまで増加した。
SYSTRAは全世界で従業員約11,000人である。

## 受賞
- 2008しょうあ Structural Awards は、高速鉄道1号線プロジェクト セント・パンクラス国際駅に授与された。建物の構造設計を手掛けたRLEコンソーシアム (Arup、Bechtel、Halcrow、SYSTRA) が受賞した。
- 2008年、SYNTEC Ingénierie 社はドバイメトロの総合設計とプロジェクトマネジメントを評価され、ダニエル・デュトワ氏 (SYSTRA) にエンジニアリング部門のグランプリを授与した[104]。
- 2010 年安全賞 (RTA - ドバイ道路交通局): 健康、安全、環境に関する高水準を維持した SYSTRA - PARSONS に賞が授与された。
- MEED 年間最優秀交通プロジェクト賞 (2011年) が、ドバイメトロレッドラインのSYSTRA ＆パーソンズに授与された[105]
- 2013 年に FIDIC によってメッカ - マシャール地下鉄に100 周年記念賞が授与された 。[106]